# Mountelgonia pagana
Mountelgonia pagana is een vlinder uit de familie van de Metarbelidae. De wetenschappelijke naam van de soort is voor het eerst gepubliceerd in 1909 door Embrik Strand.
De soort komt voor in Rwanda.